# 夏恭 (漢)
夏 恭（か きょう、生没年不詳）は、新末後漢初の官僚・文人・儒学者。字は敬公。本貫は梁国蒙県。

## 経歴
『韓詩』や『孟氏易』を学び、門徒1000人あまりに講義した。王莽の末年に反乱が横行するようになると、夏恭はつき従う人々を集めて、武装して自衛した。光武帝が即位すると、夏恭は召し出されて郎中に任じられ、2回転任して泰山都尉となった。
在官のまま死去した。享年は49。諡は宣明君といった。かれによって著された賦・頌・詩・「勵学」は合わせて20篇あった。
子の夏牙はやはり文筆と儒学で知られたが早逝し、文徳先生と号された。

## 伝記資料
- 『後漢書』巻80上 列伝第70上